# جوخه اندرسون
جوخه اندرسون (فرانسوی: La Section Anderson‎) فیلمی در ژانر مستند به کارگردانی پیر شوئندورفر است که در سال ۱۹۶۷ منتشر شد.